# Festuca diffusa
Festuca diffusa är en gräsart som beskrevs av Barthélemy Charles Joseph Dumortier. Festuca diffusa ingår i släktet svinglar, och familjen gräs. Inga underarter finns listade i Catalogue of Life.